# Berndt-Otto Rehbinder
Berndt-Otto Viktor Olof R. Rehbinder (Karlskrona, 1º maggio 1918 – Boden, 12 dicembre 1974) è stato uno schermidore svedese, vincitore di una medaglia d'argento nella scherma ai giochi olimpici.